# Triisobutylaluminium
Triisobutylaluminum ist eine chemische Verbindung aus der Gruppe der aluminiumorganischen Verbindungen.

## Gewinnung und Darstellung
Triisobutylaluminum kann durch Reaktion von Isobutylen mit Aluminium bei 80 °C und 20,3 MPa (200 atm) Wasserstoffdruck gewonnen werden.

## Eigenschaften
Triisobutylaluminum ist eine pyrophore Flüssigkeit, die heftig mit Wasser, Alkoholen, Sauerstoff, Oxidationsmitteln, Säuren und Basen reagiert. Die Verbindung reagiert mit vielen organischen Verbindungen wie niedrigen Aldehyden und Ketonen.

## Verwendung
Triisobutylaluminum kann als Ausgangsstoff zur Herstellung weiterer Aluminiumalkyle verwendet werden. Die Verbindung wird auch als Katalysator für die Polymerisation von Butadien, Isopren und Propylen und als Reduktionsmittel eingesetzt.